# الاریک سالتزمن
 الاریک "ریک" سالتزمن(به انگلیسی: Alaric J. "Ric" Saltzman) یک شخصیت داستانی در خاطرات خون‌آشام است.او معلم تاریخ در دبیرستان میستیک فالز است و با خانواده گیلبرت زندگی می‌کند .

الاریک در اصل  برای کشتن دیمن سالواتوره به شهر می آید، زیرا او باور دارد که دیمن همسرش ، "ایزابل فلمینگ" را کشته است اما بعد مشخص می‌شود که ایزابل نمرده ، بلکه به درخواست خودش توسط دیمن به خون‌آشام تبدیل شده‌است.

وی بعدها دوست نزدیک دیمن می‌شود .

الاریک حلقه ای دارد که توسط همسرش ایزابل به وی داده ، این حلقه هر بار فردی توسط اتفاق ماورایی کشته می‌شود او را زنده می‌کند .

وی رابطه ای عاشقانه با "جنا سامرز" خاله ناتنی الینا گیلبرت داشت و پس از کشته شدن جنا سرپرستی الینا و جرمی را به عهده گرفت.
بعدا توسط استر مایکلسون به خون آشام اصیل تبدیل شد ولی با درمان به انسان شد.
همچنین با جوزت لافلین رابطه داشت و در موقع ازدواج کای پارکر جو را کشت.
او بعد ها به همراه کرولاین فوربس مدرسه سالواتوره را افتتاح میکند

## نکات
- او متولد ۴ فوریه ۱۹۷۶ در بوستون ، ماساچوست است و خانواده او در سال ۱۷۵۵ به تگزاس مهاجرت کرده‌اند..[۲]
- وی از نظر بیولوژیکی او پدر ناتنی الینا محسوب می‌شود.
- او اولین خون آشام اصیلی است که عضو خانواده مایکلسون نیست. لوشن کستل و مارسل جرارد نیز در سریال اصیل‌ها توسط وینسنت گریفیت به خون آشام‌های اصیل تبدیل می‌شوند.
- او اولین فرد خارج از خانواده گیلبرت است که از انگشتر گیلبرت استفاده کرده‌است.
- تاکنون به غیر از مردیث فل و کارولاین فوربس تمام همسرها و دوست دخترهای او به قتل رسیده‌اند.
- نام او اصالتا آلمانی است و برگرفته از نام جد جد جد بزرگش میباشد.[۳]
- او دارای دو دختر به نام الیزابت و جوزت سالتزمن است.
- در فصل هفت ، او با کرولاین نامزد میشوند و قرار ازدواج میزارند(ازدواج نکردند)